# Last Night (canção de The Vamps)
"Last Night" é uma canção da banda de pop rock britânica The Vamps. Foia lançada no Reino Unido em 6 de abril de 2014 como terceiro single de seu álbum de estreia Meet the Vamps (2014).

## Precedentes
"Last Night" foi escrita por Wayne Hector, TMS e Ayak Thiik, e produzida por TMS. Em 20 de fevereiro de 2014, The Vamps anunciou que "Last Night" seria seu próximo single.

## Recepção dos críticos
Lewis Corner do Digital Spy deu à canção uma nota mista, destacando:

"Co-escrita pelo hit-maker Wayne Hector (One Direction, Nicki Minaj), 'Last Night' é um hino de pop rock açucarado empacotado com juventude e travessuras descontraídas. "Yeah last night I think we were dancing/ Singing all our favourite songs," eles relembram com riffs de guitarra efervescentes e batidas para pular, antes de admitirem timidamente: "Think I might have kissed someone." Ela faz tudo para agradar seu público alvo descaradamente, mas com hooks pop mais mastigados e doce do que balas de goma, tem todo o potencial de atrair uma multidão maior" 

## Videoclipe
O videoclipe foi enviado ao YouTube em 26 de fevereiro de 2014. Foi visto mais de 22 milhões de vezes.

## Lista de Faixas
- Download digital[3]

1. "Last Night" – 3:07

- Download - EP[4]

1. "Last Night" (Versão gospel) – 2:53
2. "Oh Cecilia (Breaking My Heart)" [Ao vivo na O2 Arena]]] – 4:25
3. "What About Love" – 3:24
4. "Lovestruck" – 3:40
5. "Last Night" (WestFunk Club remix) – 4:46

- Download digital - Remix EP[5]

1. "Last Night" (Ao vivo na O2 Arena) – 3:20
2. "Last Night" (Connor's Version) – 3:10
3. "Last Night" (Tristan's Animal Remix) – 3:52

- CD1[6]

1. "Last Night" - 3:07
2. "Surfin USA"
3. "High Hopes"
4. "Story of My Life" (Live)

- CD2[7]

1. "Last Night" (Connor's version) - 3:10
2. "All I Want" (James' version)

- DVD[8]

1. "Last Night" (Music video) - 3:07
2. "Carry on Vamping on Tour" (documentário)

## Desempenho comercial e Certificações
| Parada (2014)                    | Melhor posição |
| -------------------------------- | -------------- |
| Austrália (ARIA)                 | 37             |
| Irlanda (IRMA)                   | 12             |
| Escócia (Scottish Singles Chart) | 2              |
| Reino Unido (UK Singles Chart)   | 2              |

| País              | Certificação |
| ----------------- | ------------ |
| Reino Unido (BPI) | Prata        |

## Histórico de lançamento
| País        | Data                | Formato              | Gravadora  |
| ----------- | ------------------- | -------------------- | ---------- |
| Austrália   | 28 de março de 2014 | Download digital     | Virgin EMI |
| Irlanda     | 6 de abril de 2014  | Download digital, EP | Virgin EMI |
| Reino Unido | 6 de abril de 2014  | Download digital, EP | Virgin EMI |